# Попович, Юрий Юрьевич
Ю́рий Ю́рьевич Попо́вич (род. 31 декабря 1959, город Балахна, Горьковская область) — советский и российский киноактёр, кинорежиссёр, сценарист и продюсер.

## Биография
Родился 31 декабря 1959 года в Балахне. В кинематографе с 1981 года и с тех пор до сегодняшнего времени снялся в 33 работах в кино и телесериалах.

## Фильмография

### Актёрские работы
| Год  |    | Название             | Роль            |
| ---- | -- | -------------------- | --------------- |
| 1981 | тф | Наше призвание       | Филька Субботин |
| 1982 | ф  | Спортлото-82         | продавец книг   |
| 1986 | ф  | Я — вожатый форпоста | Филька Субботин |
| 1989 | ф  | А был ли Каротин?    | Лёва Поначевный |
| 2014 | ф  | Чиста вода у истока  | Лёша            |

### Режиссёрские работы
- 2003 — За тридевять земель
- 2004 — 2018 — Адвокат
- 2005 — Кармелита (с 86 по 170 серии)
- 2006 — 2007 — Танго втроём
- 2009 — Глухарь. Продолжение
- 2009 — Глухарь. Приходи, Новый год!
- 2010 — 2011 — Институт благородных девиц
- 2010 — Глухарь. Возвращение
- 2010 — Глухарь. Снова Новый!
- 2011 — Пятницкий (1, 2 серии)
- 2012 — Следственный комитет
- 2013 — Человек ниоткуда
- 2014 — Чиста вода у истока
- 2015 — Запретная любовь
- 2015 — Про Петра и Павла
- 2016 — Дилетант
- 2017 — Интриганки
- 2018 — Бобры
- 2018 — Красота требует жертв
- 2018 — Отравленная жизнь
- 2018 — Мастер охоты на единорога
- 2018 — Отель «Толедо»
- 2020 — Дед Морозов
- 2020 — Алёша
- 2021 — Чёрная вдова

### Сценарные работы
- 2015 — Про Петра и Павла

### Продюсерские работы
- 2003 — За тридевять земель
- 2007 — 2009 — Огонь любви
- 2020 — Алёша

## Награды
- Приз за лучший игровой фильм, фестиваль «Окно в третье тысячелетие» (за фильм «Похождения Зюма и Чиза»)
- Приз за лучший детский фильм, фестиваль «Улыбнись, Россия!» (за фильм «За тридевять земель»)
- Фестиваль «Новое кино. 21 век» — приз «Крылья надежды» за лучший дебют (за фильм «За тридевять земель»)
- Фестиваль «Новое кино. 21 век» — приз «Новой газеты» (за фильм «За тридевять земель»)
- Медаль «За содействие процветанию образования»